# Chiesa di San Lorenzo (Mendrisio)
La chiesa parrocchiale di San Lorenzo martire è un luogo di culto cattolico che si trova a Ligornetto, quartiere di Mendrisio in Canton Ticino.

## Storia
In tempi antichi in questo sito si trovava una chiesa di origine medievale, citata in documenti storici risalenti al 1209. Nei secoli successivi subì diversi rimaneggiamenti, fino al 1741 quando fu trasformata in stile tardobarocco dopo essere stata ricostruita negli anni 1735-1739. La chiesa è parrocchiale dal 1557.

## Descrizione
La chiesa si presenta con una pianta ad unica navata a tre campate, coperta con volta a botte. 
Una cupola, affrescata nel 1777, sovrasta il coro, all'interno del quale trovano posto tre quadri eseguiti nel 1788 da Giovan Battista Colombo.
Nel presbiterio spicca un settecentesco paliotto in scagliola tripartito, ornato da figure vegetali e animali che fungono da corollario a una raffigurazione del santo titolare della chiesa.
Sulla cantoria lignea in controfacciata, costruita nel 1810, si trova l'organo a canne Mascioni opus 609, costruito fra il 1945 e il 1946 su progetto del maestro Luigi Picchi di Como. A trasmissione elettrica, ha 28 registri su due manuali e pedale, per un totale di 1504 canne.
Da segnalare anche la presenza di un Crocefisso del XVII secolo, oltre a lesene in stucco che imitano la varietà cosiddetta macchia vecchia del marmo di Arzo.